# Distrito de Huamalí
El distrito de Huamalí es uno de los treinta y cuatro que conforman la provincia de Jauja, ubicada en el departamento de Junín, en la sierra central del Perú.
Dentro de la división eclesiástica de la Iglesia Católica del Perú, pertenece a la Vicaría IV de la Arquidiócesis de Huancayo

## Historia
El distrito fue creado mediante Ley N° 1490 del 4 de diciembre de 1911, en el gobierno del Presidente Augusto Leguía.

## Geografía
Abarca una superficie de 20,19 km² y una población aproximada de 2 000 habitantes. 
Su capital es el centro poblado de Huamalí (Lat. 11°48'12" Log. 75°25'18"). 

## División administrativa

### Centros poblados
- Urbanos.- Barrios tradicionales (4): Iquicha, Manya Cruz, Chaupimarca (Asociación) y Chaupimarca (Huanca) - Barrios recientes (2): Matapuquio y los Incas
- Rurales.- Centro Poblado Conopa, Chuyas, Ulpaypuquio

## Autoridades

### Municipales
- 2023 - 2026[3]
  - Alcalde: Marcelo Efrain Rosales Egoavil, de Movimiento Regional Sierra y Selva Contigo Junín.
  - Regidores:

  1. Carmen Dolores Carhuavilca Cano (Movimiento Regional Sierra y Selva Contigo Junín)
  2. Wilder Alain Pariona Ramos (Movimiento Regional Sierra y Selva Contigo Junín)
  3. Rita Raquel Carhuavilca León (Movimiento Regional Sierra y Selva Contigo Junín)
  4. Kevin Noe Yaulilahua Perez (Movimiento Regional Sierra y Selva Contigo Junín)
  5. Ana María Lino Carlos (Junín Sostenible con su Gente)

Alcaldes anteriores
- 2019 - 2022:[4] Reynaldo Julián Palomino Granados, Caminemos Juntos por Junín.
- 2015 - 2018:[5] Leonardo Israel Millán Quintana, Movimiento Junín Sostenible con su Gente (JSG).
- 2011-2014:[6] Reynaldo Julián Palomino Granados, del Movimiento político regional Perú Libre (PL).
- 2007 - 2010: Reynaldo Julián Palomino Granados.

### Policiales
- Comisaría de Jauja
  - Comisario: Cmdte. PNP. Edson Hernán Cerrón Lazo.[7]

## Festividades
- Enero (1, 2, 3, 4 y 5): Fiesta en honor al Niño Jesús  - Tradicional fiesta de la tunantada  y corcovado.
- Mediados de febrero y marzo (días variables y una semana de duración): Fiesta de carnavales  - Tradicional cortamonte y jalapato.
- Julio (24, 25, 26, 27 y 28): San Cristóbal - Tradicional cortamonte, festival de comidas típicas, campeonato de fútbol - Copa Huamalí, entre otras.